# Locarno-traktaten
Locarno-traktaten er en fællesbetegnelse for syv bilatetale aftaler mellem de vesteuropæiske stater, som deltog i 1. verdenskrig. Traktatkomplekset blev forhandlet i den schweiziske by Locarno, i oktober 1925, og underskrevet i London 1. december 1925.
Traktatlandene var Tyskland, Frankrig, Belgien, Italien og Storbritannien. De to sidstnævnte fungerede som garanter for aftalernes overholdelse og forpligtede sig til at forsvare ethvert af traktatlandene, som måtte blive overfaldet af et andet traktatland.
Hovedformålet med forhandlingerne var at opnå en tilnærmelse mellem Frankrig og Tyskland, for at bane vejen for Tysklands optagelse i Folkeforbundet. Fra fransk side var formålet med forhandlingerne at opnå tysk anerkendelse af de grænser, som landet var blevet pålagt som led i Versaillesfreden efter 1. verdenskrig. Fra tysk side var hovedmålet at opnå udsoning med Frankrig og samtidig bryde Polens og Tjekkoslovakiets alliancer med Frankrig for at styrke Tyskland i landets grænsestridigheder med dets to østlige naboer.
Locarno-traktaterne fastslog, at Rhinlandet skulle forblive en demilitariseret zone, og samtidigt anerkendte Tyskland landets nye grænser mod Frankrig og Belgien. Frankrig ønskede, at tilsvarende garantier skulle gives Polen og Tjekkoslovakiet, men det blev afvist af den tyske udenrigsminister Gustav Stresemann, som ønskede at være ubundet i kravet om ændring af særlig den tysk-polske grænse.
Undertegnelsen af Locarno-aftalerne blev i Vesteuropa anset som et vigtigt skridt mod fred mellem fjenderne fra 1. verdenskrig, men de manglende garantier til Polen og Tjekkoslovakiet medførte stor ængstelse blandt de pågældende landes regeringer.
Austen Chamberlain fik Nobels fredspris i 1925 for indgåelsen af denne traktat. Han delte prisen med Charles Gates Dawes som var leder af en gruppe der udarbejdede Dawes-planen som løste en diplomatisk krise i Europa angående Tysklands stilling og økonomiske forhold. 
I 1936 brød Adolf Hitler Locarno-aftalerne, da han lod det tyske militær besætte Rhinlandet, hvorved aftalerne reelt bortfaldt. Hitler havde trukket Tyskland ud af Folkeforbundet i 1933.